# Lake Santeetlah, North Carolina
Lake Santeetlah, North Carolina (енгл. Lake Santeetlah) град је у америчкој савезној држави Северна Каролина.

## Демографија
По попису из 2010. године број становника је 45.
| Група             | 2000.    | 2010.      |
| Белци             | 0 (0,0%) | 41 (91,1%) |
| Афроамериканци    | 0 (0,0%) | 0 (0,0%)   |
| Азијати           | 0 (0,0%) | 0 (0,0%)   |
| Хиспаноамериканци | 0 (0,0%) | 4 (8,9%)   |
| Укупно            | 0        | 45         |